# Amfiprostylos

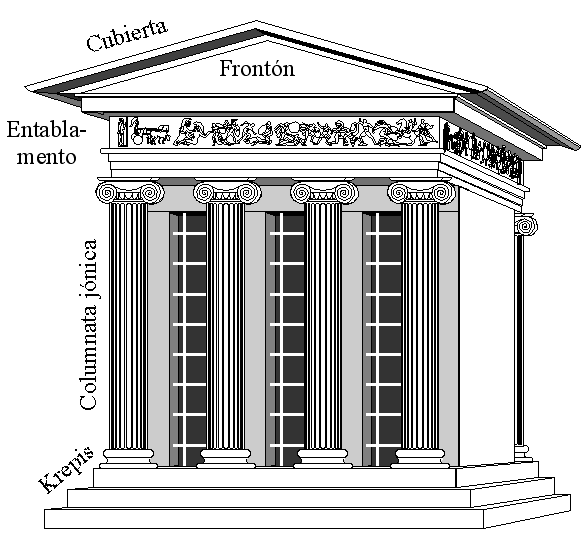
Rekonstrukce vzhledu chrámu Atény Niké

Amfiprostylos je typ řeckého chrámu se sloupovými předsíněmi (portiky) vpředu i vzadu. Je to oboustranný prostylos. Počet sloupů převyšuje čtyři vpředu a čtyři vzadu. Nejznámějším příkladem je chrám Athény Niké v Aténách. Viz také chrám Venuše a Romy.